# Gabriel Lébraly
Pour les articles homonymes, voir Lébraly.
Charles Marie Gabriel Lébraly, né le 15 avril 1843 à La Tour-d'Auvergne et mort le 30 juin 1888 à Brides-les-Bains, est un avocat et homme politique français.
Avocat et auteur juridique, il est représentant de la Corrèze de 1871 à 1876, siégeant au centre droit. Il est secrétaire de la Réunion Saint-Marc-Girardin[pas clair]. Il est conseiller général du canton d'Ussel en 1871.

## Biographie
Fils de Charles Eugène Lébraly, conseiller de préfecture, secrétaire général du département de la Corrèze et président du tribunal d'Ussel, chevalier de la Légion d'Honneur, et d'Anne Antoinette Marie Malcy Andraud (1821-1911), Charles Marie Gabriel Lébraly nait le 15 avril 1843 au domicile de son grand-père maternel, Pierre Alexandre Andraud, maire de la commune de La Tour-d'Auvergne, situé en ladite ville.
Il épouse, le 14 mars 1865 à Clermont-Ferrand, Geneviève Julie Nelly Claire Aubergier (1839-1912), fille de Pierre Hector Aubergier, doyen de la faculté des sciences de Clermont-Ferrand, membre du conseil municipal et chevalier de la Légion d'Honneur, et de Marie Reine Gabrielle Zénaïde Costes, avec laquelle il aura : 
- Marie Julien Charles Eugène[6] (1866-1924), chevalier de la Légion d'Honneur[7],
- Antoinette Justine Marie Marguerite[8] (1867-...),
- Marie Joseph Antoine Paul[9] (1870-1924)[10], séminariste,
- Antoine Alexandre Marie Charles[11] (1871-1900[12])
- Marie Gabrielle Eugénie[13] (1875-...), qui épousera Yves Victor Vincent Marie Benoiste-Desvalettes[14],
- Françoise Marie Jeanne[15] (1877-1962), qui épousera l'industriel, Guillaume Pierre Victor Astier.

Il décède le 30 juin 1888, à l'âge de 45 ans, à Brides-les-Bains.

## Carrière juridique
Avocat inscrit au barreau de Clermont-Ferrand, il est élu, le 19 novembre 1882, bâtonnier de l'ordre, succédant à Antoine-Maurice Eymard. Il est maintenu dans ses fonctions, à l'élection du 17 novembre 1883.
Il est par ailleurs élu membre du conseil de discipline de l'ordre des avocats de la cour d'appel de Riom :
- le 16 novembre 1878 et est nommé secrétaire[19],
- le 15 novembre 1879[20],
- le 15 novembre 1880[21],
- le 14 novembre 1884[22],
- le 23 novembre 1885[23],
- le 17 novembre 1886[24],
- le 18 novembre 1887[25].

## Carrière politique
Disciple de Gabriel Moulin, dont son grand-père maternel est cousin, et suivant les traces de son père, dans ses idées conservatrices et libérales, il s'intéresse rapidement à la vie politique et se lance dans cette dernière. Cependant, il semble que ses positions monarchistes et cléricales l'aient desservi, dans une France désormais tournée vers les idées républicaines.

### À l'Assemblée nationale
À l'issue des élections législatives du 8 février 1871, il est élu député pour le département de la Corrèze, 3e sur 6, avec 28 490 voix,.
Député à l'Assemblée nationale, il est désigné, en séance du 13 février 1871, secrétaire provisoire, avec le marquis Antoine de Castellane, qui siège, avec lui, à droite du président d'âge, Denis Benoist d'Azy, Paul de Remusat et le Comte Charles Duchâtel, au titre de plus jeunes membres présents.
Il se présente aux élections législatives de 1876, sous les couleurs de l'union conservatrice. Crédité au premier tour de scrutin de 4 522 voix contre le candidat républicain, Louis Félix Laumond, ancien maire d'Ussel, révoqué après le 24 mai 1873, ayant recueilli 3 905 suffrages, il s'incline au second tour de scrutin,.
Candidat conservateur aux élections législatives de 1877, il échoue au premier tour de scrutin contre le député sortant Laumond, crédité de 6 427 voix contre 6 199 suffrages en sa faveur.
Il se présente à nouveau aux élections législatives de 1885. Mis en ballottage au premier tour de scrutin, il ne recueille que 15 730 voix au second tour, ce qui ne lui permet pas d'être élu.

#### Votes
Siégeant au centre droit, il vote notamment :
- pour le projet de loi relatif aux préliminaires de paix signés à Versailles, le 26 février 1871[38] et pour le projet de loi portant ratification du traité avec l'Allemagne[39],
- pour les prières publiques,
- pour l'abrogation des lois d'exil,
- pour le 24 mai,
- pour la démission de Thiers[40],
- pour l'arrêté sur les enterrements civils,
- pour la prorogation des pouvoirs du Maréchal de Mac-Mahon[41],
- pour l'état de siège,
- pour la loi des maires,
- pour le ministère de Broglie,
- pour les lois constitutionnelles[42],
- pour la liberté de la presse[43],
- pour la liberté de l'enseignement supérieur[44],
- pour la proposition du député Auguste Paris et plusieurs de ses collègues tendant à l'annulation du vote du 15 décembre 1875 sur l'élection des sénateurs[45],
- contre l'amendement Barthe,
- contre l'amendement Dufaure tendant à renvoyer à une seule commission les lois constitutionnelles et la proposition du général Changarnier[46],
- contre le retour à Paris,
- contre la dissolution,
- contre l'amendement Wallon[47].

#### À l'initiative des lois
Il présente ou cosigne les propositions de lois suivantes, savoir :
- une proposition tendant à nommer huit commissions de quarante-cinq membres chacune, chargées d'éclairer l'Assemblée sur l'état des forces et des ressources de la France[48],
- la proposition présentée par le député Jean Adnet, en réaction à la proposition Rivet, et tendant à confirmer les pouvoirs confiés par l'Assemblée nationale à Adolphe Thiers, à Bordeaux[49],
- une proposition de loi ayant pour objet la nomination d'une commission de quinze membres chargée d'examiner les moyens d'organiser l'assistance publique dans les campagnes[50],
- une proposition de loi ayant pour objet d'établir un droit d'un décime par franc sur les billets de spectacles[51],
- une proposition de loi ayant pour objet la révision du tarif de 1807 régissant les taxes des greffiers des justices de paix[52],
- une proposition de loi ayant pour objet de confier le pouvoir exécutif, pour dix ans, au Maréchal de Mac-Mahon[53],
- une proposition de loi relative à la création d'une faculté de médecine à Toulouse[54],
- une proposition de loi relative à la création d'une école supérieure de l'agriculture[55].

#### Commissions parlementaires
Il fait par ailleurs partie des commissions suivantes, savoir :
- la commission chargée d'examiner le projet de loi relatif à l'annulation d'un décret émané de la délégation de Tours, le 13 octobre 1870, concernant l'avancement dans l'armée[56],
- la commission chargée du projet de loi tendant à déclarer inaliénables les propriétés publiques et privées, saisies ou soustraites à Paris depuis le 18 mars 1871, dont il est nommé secrétaire[57],[58],
- la 5e commission chargée d'éclairer l'Assemblée nationale sur l'état des communications postales et télégraphiques, dont il est nommé secrétaire[59],
- la commission chargée d'examiner la proposition de loi des députés Louis Passy, Paul de Salvandy, Albert Desjardins et Louis Savoye tendant à la modification de l'article 13 du règlement de l'assemblée nationale précisant qu'aucun membre de l'assemblée faisant partie de deux commissions, autres que la commission de comptabilité et celle des congés, ne peut être appelé, par les bureaux, à faire partie d'une troisième commission, jusqu'à ce que l'une des deux premières ait déposé son rapport, dont il est rapporteur[60],
- la commission chargée d'examiner la proposition de loi du député Émile Bottieau relative à l'abrogation du paragraphe premier de l'article 17 du décret du 17 février 1852 interdisant de rendre compte des procès pour délits de presse[61],
- la commission chargée d'examiner la proposition de loi des députés Mathieu Salneuve et Antonin Lefèvre-Pontalis tendant à instituer une commission spéciale pour rechercher les moyens de prompte délivrance du territoire et même de libération de la dette envers la Prusse[62],
- la commission chargée d'examiner la proposition de loi du député Alphonse-Alfred Haentjens tendant à donner les pleins pouvoirs au conseil d'enquête des capitulations pour examiner les conditions de la capitulation de Paris, dont il est nommé secrétaire[63],
- la commission chargée d'examiner, d'une part, la proposition du député Emmanuel Marie Stanislas Thibaut de la Rochethulon et plusieurs de ses collègues relative à la concession de pensions aux aveugles ou amputés des armées de terre et de mer et, d'autre part, la proposition du député Adalbert de Rambures visant à l'augmentation des pensions accordées aux militaires blessés, sans accroissement de charge pour le Trésor[64],
- la commission chargée d'examiner le projet de loi tendant à retarder l'époque des élections des membres des tribunaux de commerce dont il est nommé secrétaire[65],
- la commission chargée d'examiner le projet de loi relatif, d'une part, à l'affectation que pourraient recevoir les taxes spécialement imposées en vertu du décret du 22 octobre 1870, pour l'organisation des gardes nationales mobilisées et, d'autre part, à la cessation du recouvrement des sommes encore dues par les départements, les communes et les particuliers, pour le même objet, ainsi que la proposition du député René Brice sur le mode de remboursement des sommes payées par les départements et les communes en vertu dudit décret[66],
- la commission chargée d'examiner, d'une part, la proposition de loi des députés Henri Bompard, François de Lespérut, Eugène Perrier, Eugène Billy, Auguste Grandpierre, Henri Varroy, Camille Claude et Charles Louis Benoit, ayant pour objet de dispenser du droit de timbre proportionnel les emprunts contractés par les communes pour solder la dépense de l'occupation allemande, et, d'autre part, la proposition de loi du député Charles-Alfred Bertauld ayant pour objet de soumettre tous les emprunts contractés par les communes et les départements aux mêmes conditions quant au timbre et à l'enregistrement[67],
- la 18e commission d'initiative parlementaire chargée d'examiner la proposition de loi du député Jean Brunet visant à assurer le pouvoir de l'Assemblée nationale, dont il est nommé rapporteur[68],
- la 18e commission d'initiative parlementaire chargée d'examiner la proposition de loi des députés Hippolyte-Louis de Lorgeril et Armand Huchet de Cintré relative aux causes qui ont déterminé le Président de la République à prendre l'engagement dont il a parlé dans la séance du 29 novembre 1872, à la portée de cet engagement et à ses conséquences, dont il est nommé secrétaire[69],
- la 18e commission d'initiative parlementaire chargée d'examiner la proposition de loi des députés Robert Eugène des Rotours, Jules Brame, Louis Baucarne-Leroux, Charles Alfred de Janzé, Ambroise Vente, Constantin-Achille Descat, Nicolas Maurice, Achille Testelin et Jules Leurent, ayant pour objet d'ordonner une enquête parlementaire à l'effet de constater l'état de l'industrie houillère et de rechercher les mesures à prendre pour la mettre à même de pourvoir aux besoins de la consommation[68],
- la 18e commission d'initiative parlementaire chargée d'examiner la proposition de loi du député Vente visant à modifier l'article 2 de la loi du 28 février 1872 relative aux droits d'enregistrement, dont il est nommé secrétaire et rapporteur[70],
- la 18e commission d'initiative parlementaire chargée d'examiner la proposition de loi du député Hippolyte François Jaubert visant à modifier le paragraphe premier de l'article 9 du règlement de l'Assemblée nationale relatif à la tenue, en séances publiques, du tirage au sort de la composition des quinze bureaux, renouvelés chaque mois, dont il est nommé secrétaire[71],
- la commission chargée d'examiner la proposition de loi des députés Charles Savary, Paris, Arthur de Cumont, Joubert, Arthur Legrand et Paul Mayaud, destinée à déterminer, par de nouvelles dispositions, la majorité requise pour être élu député à l'Assemblée nationale[72],
- la 17e commission d'initiative parlementaire chargée d'examiner le projet de loi du député Amand Chaurand ayant pour objet le repos du dimanche, dont il est nommé secrétaire[73],
- la commission chargée d'examiner le projet de loi tendant à proroger les pouvoirs des conseils municipaux[74],
- la 23e commission d'initiative parlementaire chargée d'examiner la proposition du député Marcel Barthe ayant pour objet de remettre en vigueur l'article 92 de la loi électorale du 15 mars 1849 relatif aux vacances se produisant dans la représentation nationale[75],
- la 23e commission d'initiative parlementaire chargée d'examiner la proposition des députés Émile Lenoël, Alexandre Courbet-Poulard et Marie Théophile de Rodez-Benavent ayant pour objet de déclarer inéligibles à l'Assemblée nationale tous les fonctionnaires de l'ordre administratif, diplomatique, judiciaire et ecclésiastique, dont il est nommé rapporteur[76],
- la 23e commission d'initiative parlementaire chargée d'examiner la proposition du Baron de Janzé, député des Côtes-du-Nord, relative aux fonctionnaires députés, dont il est nommé rapporteur[77],
- la commission chargée d'examiner la proposition de loi du député Maurice portant fixation du traitement et de la pension de retraite des instituteurs et des institutrices primaires, dont il est nommé secrétaire[78],
- la 23e commission d'initiative parlementaire chargée d'examiner la proposition des députés Sébastien Courcelle, Amédée Lefèvre-Pontalis, Camille de Meaux, Bernard Gabriel Xavier d'Abbadie de Barrau, Jules Bernard-Dutreil, Alfred Monnet, Jean Delsol, Ernest Le Chatelain et Charles Martin des Pallières, relative aux élections partielles de l'Assemblée nationale[79],
- la 23e commission d'initiative parlementaire chargée d'examiner la proposition des députés Ernest Denormandie, Joseph Vautrain et plusieurs de leurs collègues tendant à faire indemniser les habitants du département de la Seine qui ont éprouvé préjudice lors des destructions opérées par le génie militaire, pour les besoins de la défense nationale[79],
- la 28e commission d'initiative parlementaire chargée d'examiner la proposition du député Pierre Sansas ayant pour objet de modifier l'article 114 du code pénal prévoyant la peine de dégradation civique contre tout fonctionnaire public, agent ou préposé du gouvernement qui aurait ordonné ou fait quelque acte arbitraire ou attentatoire soit à la liberté individuelle, soit aux droits civiques d'un ou plusieurs citoyens, soit à la constitution, dont il est nommé secrétaire[80],
- la 28e commission d'initiative parlementaire chargée d'examiner les propositions des députés Charles Rameau, Charles Boysset, René Goblet, Ernest Duvergier de Hauranne, Auguste Casimir-Périer, Léon Robert, Jules Simon, Michel Nicolas Gérard, Charles Louis Baptiste Lebreton, Jean Mercier, Adolphe Cochery, Émile de Marcère, Lucien Arbel, Albert Grévy, Henri Martin, Jacques Delacroix, Amaury Dréo, Gustave Humbert, Jules Grévy, Hippolyte Clérel de Tocqueville, Édouard Millaud et Oscar du Motier de la Fayette relative à la levée de l'état de siège dans vingt départements et deux villes, dont il est nommé secrétaire[80],
- la 28e commission d'initiative parlementaire chargée d'examiner la proposition des députés Sosthène de la Rochefoucauld, Félix de Tarteron, Émile Carron, Louis de Hau de Staplande et autres relative aux pouvoirs publics, dont il est nommé secrétaire[81],
- la commission chargée d'examiner la proposition du député Pierre Malartre relative à la prorogation de l'Assemblée nationale, dont il est nommé secrétaire[82] et dont il vote l'urgence, en séance du 17 juillet 1875[83],
- la commission sur le régime général des chemins de fer chargée d'examiner le projet de loi ayant pour objet la déclaration d'utilité publique et la concession à la compagnie du nord des chemins de fer de Douai à Orchies ainsi que ceux d'Orchies à la frontière belge, aux environs de Tournai[84],
- la commission d'enquête des chemins de fer chargée d'examiner le projet de loi ayant pour objet la déclaration d'utilité publique et la concession d'un chemin de fer de Marmande à Angoulême[85],
- la commission des chemins de fer chargée d'examiner le projet de loi relatif à l'établissement d'un chemin de fer de Constantine à Sétif[86],
- la commission des chemins de fer chargée d'examiner le projet de loi relatif à la déclaration d'utilité publique de plusieurs chemins de fer et à leur concession à la compagnie de l'est[87],
- la commission des chemins de fer chargée d'examiner le projet de loi relatif à la déclaration d'utilité publique de plusieurs chemins de fer et à leur concession à la compagnie du nord[88],
- la commission chargée de présenter à l'Assemblée nationale un projet de loi pour régler les attributions des pouvoirs publics et les conditions de la responsabilité ministérielle[89],
- la commission chargée d'examiner le projet de loi tendant à modifier l'article 105 du code forestier relatif au partage des bois d'affouage[90],
- la commission chargée d'examiner le projet de loi portant règlement définitif du budget de l'exercice 1867[91],
- la commission chargée d'examiner le projet de loi portant règlement définitif du budget de l'exercice 1868[92],
- la commission chargée d'examiner le projet de loi portant règlement définitif du budget de l'exercice 1869[93],
- la commission chargée d'examiner le projet de loi tendant à fixer l'époque des élections pour la reconstitution du conseil général des Bouches-du-Rhône, dissous par décret du 26 mai 1874, dont il est nommé secrétaire[94],
- la commission chargée d'examiner la demande du gouverneur de Paris, commandant supérieur de la 1re division militaire, en autorisation de poursuites contre le député Melvil-Bloncourt, dont il est nommé secrétaire[95],
- la commission d'enquête sur les chemins de fer et les voies de transports[96].

### Au Conseil général de la Corrèze
Fort de son mandat de député de la Corrèze, il se présente aux élections régionales du 8 octobre 1871, comme candidat de droite. Il est élu par une immense majorité.
Nommé à la commission des travaux publics pour la session d'août 1872, son pouvoir est maintenu pour la session d'avril 1873 où il siège avec les conseillers Adolphe Godin de Lépinay, ingénieur des ponts et chaussées, élu du canton de Larche, le Baron Guy Lafond de Saint-Mur, ancien député et ancien maire de Tulle, élu dans le canton de la Roche-Canillac, Arfeuillère, membre de l'Assemblée nationale et maire de Peyrelevade, élu dans le canton de Sornac, Louis Parrical de Chammard, médecin et ancien maire de Tulle, élu dans le canton de Tulle-sud, Raoul Calary, substitut à Lille, élu dans le canton de Neuvic, François Longy, médecin et maire d'Eygurande, élu dans le canton d'Eygurande, et Mons, médecin à Seilhac, élu dans le canton de Seilhac.
Dans le cadre de la construction du chemin de fer de Paris à Barcelone, il est désigné, en séance du 16 avril 1873, avec les conseillers Godin de Lépinay et Longy, pour composer la commission devant traiter des questions de son tracé.
En séance du 18 août 1873, il est nommé à la commission des travaux publics, 4e sur 7, comme ayant recueilli la majorité absolue avec 20 suffrages. Il y siège avec les conseillers Godin de Lépinay, François Gouyon, notaire et maire de Juillac, élu dudit canton, Mons, Arfeuillère, Gabriel de Braquilanges, maire de Saint-Hippolyte, élu du canton d'Égletons, et Parrical de Chammard. Cette commission sera reconduite à la session d'avril 1874.
En séance du 19 octobre 1874, il est élu à la commission des travaux publics, 3e sur 7, comme ayant recueilli 22 voix sur les 26 suffrages exprimés. Il siège, au sein de cette commission, avec les conseillers Godin de Lépinay, Longy, Lafond de Saint-Mur, François Joseph Marie Decoux-Lagoutte, notaire et maire de Treignac, élu dudit canton, Arfeuillère et Parrical de Chammard.
Nommé à la commission des travaux publics, à la session d'août 1875, 1er sur 7, avec les conseillers Godin de Lépinay, Decoux-Lagoutte, Longy, Lafond de Saint-Mur, Arfeuillère et Parrical de Chammard, la composition de cette commission sera maintenue pour la session d'avril 1876.
Il est à nouveau élu à la commission des travaux publics, en séance du 21 août 1876, 2e sur 7, comme ayant recueilli 15 voix sur les 17 suffrages exprimés, siégeant avec les conseillers Godin de Lépinay, Decoux-Lagoutte, Longy, Parrical de Chammard, Arfeuillère et le Baron Lafond de Saint-Mur.
Au cours de ces différents mandats, il formule et s'associe à des vœux relatifs à :
- l'augmentation de la subvention de l'État au comice agricole d'Ussel[105],[106],
- le classement au rang de chemin d'intérêt commun des chemins vicinaux ordinaire numéro 2 de Saint-Exupéry-les-Roches, allant à Neuvic, par le pont de la Bessette, avec prolongement jusqu'à Saint-Étienne-aux-Clos[105], ainsi que celui de Saint-Hilaire-Foissac à Darnets[105],
- le classement au rang de route départementale du tronçon allant de Bort-les-Orgues à la route départementale numéro 10 du chemin de grande communication numéro 20 de Champ à Lubersac[106],
- le rachat du pont suspendu du Port-Dieu, près de Bort-les-Orgues[106],
- l'installation d'un bureau de l'enregistrement dans le canton de Bugeat[105], ainsi que dans le canton de Sornac[102],
- la création, aux frais de l'État, d'un poste de sous-inspecteur au service des enfants assistés[105],
- la subvention des réparations de l'hospice d'Ussel[105],
- une demande de secours du gouvernement pour la reconstruction d'une aile du collège de Treignac[105],
- une demande de secours en faveur en faveur des victimes des incendies de Seilhac[101],
- l'augmentation des crédits affectés au service de la Dordogne, en raison des dégâts causés par les récentes inondations[103],
- la création d'une faculté de médecine à Clermont-Ferrand[99],
- la transfert à l'asile de Clermont-Ferrand des femmes aliénées de Corrèze, alors placées à l'établissement de Leyme[99],
- la création d'un service postal direct entre Neuvic et Égletons, par le chemin de grande communication n°20[99],
- la création d'un poste de facteur de ville à la recette des postes de Seilhac[101],
- l'établissement d'un courrier assurant le service postal entre Sornac et Gentioux, par Faux-la-Montagne[102],[104],
- la création d'un chemin de fer de Limoges à Clermont-Ferrand[102].

## Distinctions et adhésions
Il adhère, en 1880, avec, pour le tribunal de Clermont-Ferrand, Félix Chaudessolle, bâtonnier, Victor Astaix, ancien bâtonnier, Antoine-Maurice Eymard, ancien député, E. Cohadon, Charles Lucien Lecoq, Bastide, E. Bellier, Henri Petitjean-Roget, A. Pourcher, J. Bayle, A. Marchebœuf, Madud-Dulac, Maurice Féron et E. Tixier, à la consultation d'Edmond Rousse, avocat à la cour d'appel de Paris, sur la légalité des décrets du 29 mars 1880 portant notamment expulsion des jésuites du territoire français et soumettant l'existence de certaines congrégations à autorisation.
Il est élu, le 19 janvier 1882, membre titulaire de l'Académie des sciences, belles-lettres et arts de Clermont-Ferrand.
Il figure, en 1882, sur la liste des membres anciens de la section d'Auvergne du club alpin français, fondée le 16 mai 1874.

## Publication
- de la formalité du serment dans l'ancienne législation et spécialement d'après les coutumes d'Auvergne, du Bourbonnais et de la Marche (1880)[110],

## Sources
- « Gabriel Lébraly », dans Adolphe Robert et Gaston Cougny, Dictionnaire des parlementaires français, Edgar Bourloton, 1889-1891 [détail de l’édition]